# Martin Steinhoff
Martin Steinhoff (* 17. November 1950 in Hemer) ist ein deutscher Intendant. Von 1991 bis 2002 leitete er die Oper Frankfurt.

## Leben und Wirken

### Jugend und Studium
Steinhoff wurde am 17. November 1950 als zweiter Sohn von Carl Christian und Hedwig Steinhoff (geborene Verfuss) in Hemer geboren. Er wurde von der Flower-Power-Bewegung in den USA und später von der Studentenbewegung beeinflusst. Seine ersten Auslandsreisen, insbesondere 1968, führten ihn nach Paris. 1967 wurde er Mitglied des „Republikanischen Clubs Iserlohn“, der von Günter Wallraff initiiert worden war. 1968 war Steinhoff Chefredakteur der Schülerzeitung „Zeitzünder“ und 1970 Mitgründer der „Roten Zelle Kunst“ in Dortmund, die in enger Partnerschaft zur „Roten Zelle Kunst“ der Düsseldorfer Kunstakademie stand. Dort lernte er Joseph Beuys und Jörg Immendorff kennen. 1975 schuf er das Werk „Wirtschaft und Kunst in Florenz und Venedig des trecento und des quattrocento“. Eine Arbeit in Visueller Kommunikation. Er machte das Examen zum Dipl. Des. der Gesamthochschule Dortmund.
Steinhoff studierte Philosophie an der Johann Wolfgang Goethe-Universität Frankfurt am Main. 1982 wurde er mit einer Dissertationsschrift über Zeitbewusstsein und Selbsterfahrung. Studien zur Transzendentalphilosophie Kants und Husserls mit summa cum laude zum Dr. phil. promoviert.

### Erste Berufstätigkeit
Im Zeitraum von 1971 bis 1975 unterrichtete Steinhoff am Begegnungszentrum Scharnhorst Kinder und Jugendliche aus sozialen Brennpunkten der Stadt Dortmund. Von 1976 bis 1980 war er für die Ernest Dichter GmbH in Frankfurt am Main im Bereich Markt- und Meinungsforschung tätig. Im Zeitraum von 1983 bis 1985 nahm Steinhoff Lehraufträge an der Johann Wolfgang Goethe-Universität Frankfurt am Main zum Themenbereich Hegels Wissenschaft der Logik wahr. Daneben war er als Unternehmensberater tätig.

### Ballett Frankfurt
Der damalige Operndirektor Frankfurts, Michael Gielen, bat William Forsythe um die Übernahme der Frankfurter Opernballett-Direktion. Forsythe hatte 1982 bei der abendfüllenden Ballettproduktion „Gänge“ (mit Michael Simon) für eine spektakuläre Premiere im Opernhaus gesorgt. Forsythe stellte für diese Übernahme jedoch Bedingungen für eine weitgehende künstlerische und organisatorische Selbständigkeit des Balletts, die nach zähen Verhandlungen durch Martin Steinhoff erreicht werden konnte. Dieser wurde anschließend auf Wunsch Forsythes zur Spielzeit 1984/85 mit ihm zum gleichrangigen Ballettdirektor.
Nach anfänglichen Schwierigkeiten und dem allmählichen Abbau des klassischen Repertoires formten beide das neue Ballett Frankfurt, das in kurzer Zeit bereits durch zahlreiche Gastspiele für ersten internationalen Erfolg sorgte, der 1989 in der ersten eigenständigen Ballettintendanz Deutschlands gipfelte.
Trotz des verheerenden Brandes des Opernhauses im November 1987 konnte das Ballett seine Erfolgsgeschichte fortsetzen und erlebte mit Produktionen wie „Artifact“, „Impressing the Czar“ oder „Isabelles Dance“ Erfolge in Japan, den USA und Kanada.
1988 konnte Steinhoff mit dem Chef des Théâtre du Châtelet Stéphane Lissner und dem Bürgermeister von Paris, Jacques Chirac, das „Ballett Frankfurt“ in einem zehnjährigen Residenzvertrag zu einer binationalen Institution mit mehrmonatigen Aufenthalten in Paris umformen.

### Oper Frankfurt
Steinhoff führte das Ballett und seit 1990 die Oper Frankfurt durch die schwierigen Jahre nach dem katastrophalen Brand der Frankfurter Oper, die er dann später (zusammen mit Hans Peter Doll) im April 1991 pünktlich wieder eröffnen konnte. Er leitete die Frankfurter Oper als Intendant seit 1991, in den Jahren von 1994 bis 1996 gemeinsam mit Sylvain Cambreling. Die Folgen des Brandes, die Notwendigkeiten eines Neuaufbaus von Publikum und Repertoire („aus dem Nichts“ und das ohne Vorbereitungszeit) und der harte Sparkurs in Kulturfragen, zu dem die Stadt Frankfurt durch die Mehrbelastungen in der Folge der Wiedervereinigung Deutschlands gezwungen war, erschwerten erheblich die Führungsarbeit der Oper und der Städtischen Bühnen, deren geschäftsführender Intendant Steinhoff ebenfalls seit 1990 war.

#### Der Opernkrieg
Steinhoff trat – nicht nur aus Gründen der Geldknappheit – in Konflikt zu der konservativen Mehrheit der Deutschen Opernkonferenz unter der Führung von Götz Friedrich und dessen Beistand, dem damaligen Präsidenten des Deutschen Bühnenvereins August Everding. Diese traten für den Erhalt und die Fortführung des deutschen Ensemble- und Repertoiretheaters ein – mit der üblichen Kombination von Orchester-, Chor- und Tanzkollektiven, Solisten und hochbezahlten Gastsängern und Dirigenten, eigenen Werkstätten, technischen und administrativen Abteilungen. Steinhoff forderte dagegen neben einem Gagenstopp für Gastsänger eine Verkleinerung der Kollektive, das Outsourcing von Dienstleistungen und eine private Rechtsform. Eine radikale Modernisierung sollte dem antiquierten manufakturellen Produktionsbetrieb und der behördenmäßigen Organisation der Oper eine neue Zukunft in künstlerischer und menschlicher Hinsicht ermöglichen. Mit dieser Position brachte er sich in Gegensatz zu den meisten seiner Kollegen, den Meinungsbildnern unter Künstlern und Journalisten, die ein „weiter so!“ bevorzugten. Auch die Tatsache, dass die Mehrheit der steuerzahlenden Bürger, der einkommensschwachen und bildungsfernen Menschen, der meisten Jugendlichen und nahezu aller Menschen mit Migrationshintergrund zwar an der Finanzierung dieses Mammuts der kommunalen Kulturlandschaft beteiligt sein sollten, von ihren vermeintlichen Vorzügen aber ausgeschlossen waren, bot ihm Anlass zu scharfer Kritik. Die Oper darf nicht nur für alte und reiche Menschen da sein, deren Geschmacks- und Werte-Erwartungen entsprechen, sondern sie muss ein Kunstweg in die öffentliche Zukunft werden, das war sein Credo, dem er auch als Ballettchef gefolgt war. Auf eigenen Wunsch trat Steinhoff vorzeitig im Jahre 2002 von seinen Positionen zurück.

#### Künstlerische Schwerpunkte
Neben dem Wiederaufbau des durch den Opernbrand nahezu vollständig vernichteten Repertoires lag der Schwerpunkt von Steinhoffs künstlerischer Tätigkeit in der Förderung internationalen sowie zeitgenössischen Musiktheaters. Neben Uraufführungen wie Adriana Hölszkys Wänden traten Neuproduktionen wie Wolfgang Rihms Die Eroberung von Mexico oder Luciano Berios Un re in ascolto, die Pflege der klassischen Moderne von Paul Hindemith (Cardillac), Hans Werner Henze (Boulevard Solitude) und Benjamin Britten (Peter Grimes). Steinhoffs besonderes Interesse galt dem Experiment und der Innovation, deren Ausdruck die Uraufführung des chinesischen Komponisten Guo Wenjing (Wolf Cub Village), des Schweizer Komponisten Beat Furrer (Die Blinden) oder der Gründung der Konzertreihe „Happy New Ears“ mit dem Ensemble Modern, die bis zum heutigen Tag weitergeführt wird. Einen Höhepunkt (neben Gastspielen von Nixon in China und Einstein on the Beach in den Originalversionen, unter Mitwirkung aller beteiligten Künstler) bildete der internationale Komponistenwettbewerb, der von Wolfgang Rihm geleitet wurde.

#### Festivals und Kongresse
Zahlreiche Opernproduktionen entstanden unter seiner Leitung mit Künstlern wie z. B. Axel Corti, Ruth Berghaus, Erich Wonder, Alfred Kirchner, Michael Sowa, Christoph Nel oder Werner Schroeter. Er veranstaltete internationale Festivals, die neben den Ensembles des Royal Ballet, dem Nederlands Dans Theater, dem Wuppertaler Tanztheater oder der Merce Cunningham Dance Company, Künstler wie Pina Bausch, Sylvie Guillem, John Cage, John Adams, Phil Glass, Robert Wilson nach Frankfurt brachten.
Seine ungewöhnlich großen und erfolgreichen internationalen Kongresse dienten der Verbindung von Kunstproduktion und Wissenschaft, so 2000 der Kongress Ästhetik der Inszenierung und 2001 Pathos, Affekt, Gefühl.

#### Nach dem Abschied
In kurzer Zeit nach der Demission Steinhoffs, die unter intensivem öffentlichen Echo stattfand, wurden die weltberühmten Institutionen Theater am Turm und Ballett Frankfurt geschlossen. William Forsythe war mit einer stark verkleinerten Gruppe noch einige Jahre temporär in Frankfurt und überwiegend im „Off-Bereich“ tätig. In dem verbliebenen Zwei-Spartenbetrieb konnte die Oper Frankfurt unter der Intendanz Bernd Loebes auf Teile des von Steinhoff verantworteten Repertoires zurückgreifen (z. B. Die Zauberflöte oder La Traviata, die in der Zeit Loebes beide weit über 100 Aufführungen erreichten), ebenso wie auf das von ihm engagierte künstlerische und technisch-administrative Leitungspersonal (teilweise für Jahrzehnte), dabei jedoch den Erneuerungskurs Steinhoffs abbrechen und (trotz einer lediglich formalen Privatisierung) zurückkehren in das traditionelle Stadt- und Staatstheatersystem. Honoriert wurde dies u. a. mit der Verleihung des Titels Opernhaus des Jahres, der von überwiegend konservativen Musikjournalisten vergeben wird.

### Lehr- und Beratungstätigkeit
Seit 1998 nahm Steinhoff eine Fülle von Beratungs- und Lehrverpflichtungen wahr, insbesondere in Japan, Italien, Frankreich und später der Schweiz.
Er beteiligte sich am „Frankfurter Zukunftsrat“, einem Gremium von 30 Wissenschaftlern, Künstlern und Politikern. 2008 kuratierte er eine Ausstellung über die Rolle der Emotion in den Künsten (Sistemi Emotivi) im Palazzo Strozzi in Florenz.
Im Zeitraum von 2010 bis 2012 übernahm er die Leitung des experimentellen Opernfestivals „Opernwerkstatt Schloss Werdenberg“, das der Interdisziplinarität unter den Künsten gewidmet war. Es fand statt im Schweizer Kanton St. Gallen.

### Privates
Zurzeit lebt Steinhoff als Privatgelehrter in Frankfurt am Main. Steinhoff ist seit 1987 mit der Tänzerin und Ballettmeisterin Irene Klein verheiratet und hat drei erwachsene Kinder.

## Veröffentlichungen (in Auswahl)
- Zeitbewusstsein und Selbsterfahrung (2 Bde.). Würzburg 1983.
- Aufbrüche. Oper Frankfurt 1997–2002. Hrsg. von Martin Steinhoff und Brigitta Mazanec.